# 克羅厄爾 (內布拉斯加州)
克羅厄爾（英語：Crowell）是位於美國內布拉斯加州道奇縣的非建制地區。

## 歷史
克羅厄爾的郵局於1872年設立，其後於1924年停運。

## 地理
克羅厄爾所處的海拔為高於海平面387米（即1270英呎），而該地所採用的時區為UTC-6，即北美中部时区（CST）。同時該地設有夏令時間，為UTC-6調快一小時，即UTC-5（CDT）。